# Twinkle, Twinkle, Little Star
«Twinkle, Twinkle, Little Star» (с англ. — «Сияй, сияй, маленькая звёздочка») — английская колыбельная. Её текст восходит к стихотворению «The Star» («Звезда»), написанному в начале XIX века английской поэтессой Джейн Тейлор. Стихотворение состоит из двустиший. Впервые опубликовано оно было в 1806 году в сборнике стихов Джейн и её сестры Энн Тейлор, который назывался Rhymes for the Nursery. Стихотворение положено на мелодию французской песни «Ah! vous dirai-je, maman», впервые опубликованной в 1761 году и аранжировавшейся многими композиторами, в том числе Моцартом с его «Двенадцатью вариациями на „Ah vous dirai-je, Maman“» В песне «Twinkle, Twinkle, Little Star» шесть строф, хотя широко известна только первая. Песня включена в «Индекс народных песен Роуда» под номером 7666.
Песня находится в общественном достоянии. У неё есть множество версий на разных языках мира.

## Текст
Оригинальный английский текст — это стихотворение английской поэтессы Джейн Тейлор (1783—1824). Опубликовано впервые оно было под титулом «The Star» в книге Rhymes for the Nursery (Лондон, 1806), представлявшей собой сборник стихотворений Джей и её сестры Энн Тейлор (1782—1866).
Twinkle, twinkle, little star,

How I wonder what you are!

Up above the world so high,

Like a diamond in the sky.

When the blazing sun is gone,

When he nothing shines upon,

Then you show your little light,

Twinkle, twinkle, all the night.

Then the traveller in the dark

Thanks you for your tiny sparks;

He could not see which way to go,

If you did not twinkle so.

In the dark blue sky you keep,

And often through my curtains peep,

For you never shut your eye

'Till the sun is in the sky.

As your bright and tiny spark

Lights the traveller in the dark,

Though I know not what you are,

Twinkle, twinkle, little star.
Впервые данный текст был напечатан с вышеуказанной мелодией в 1838 году в нотной книге The Singing Master: First Class Tune Book.

## Другие версии текста

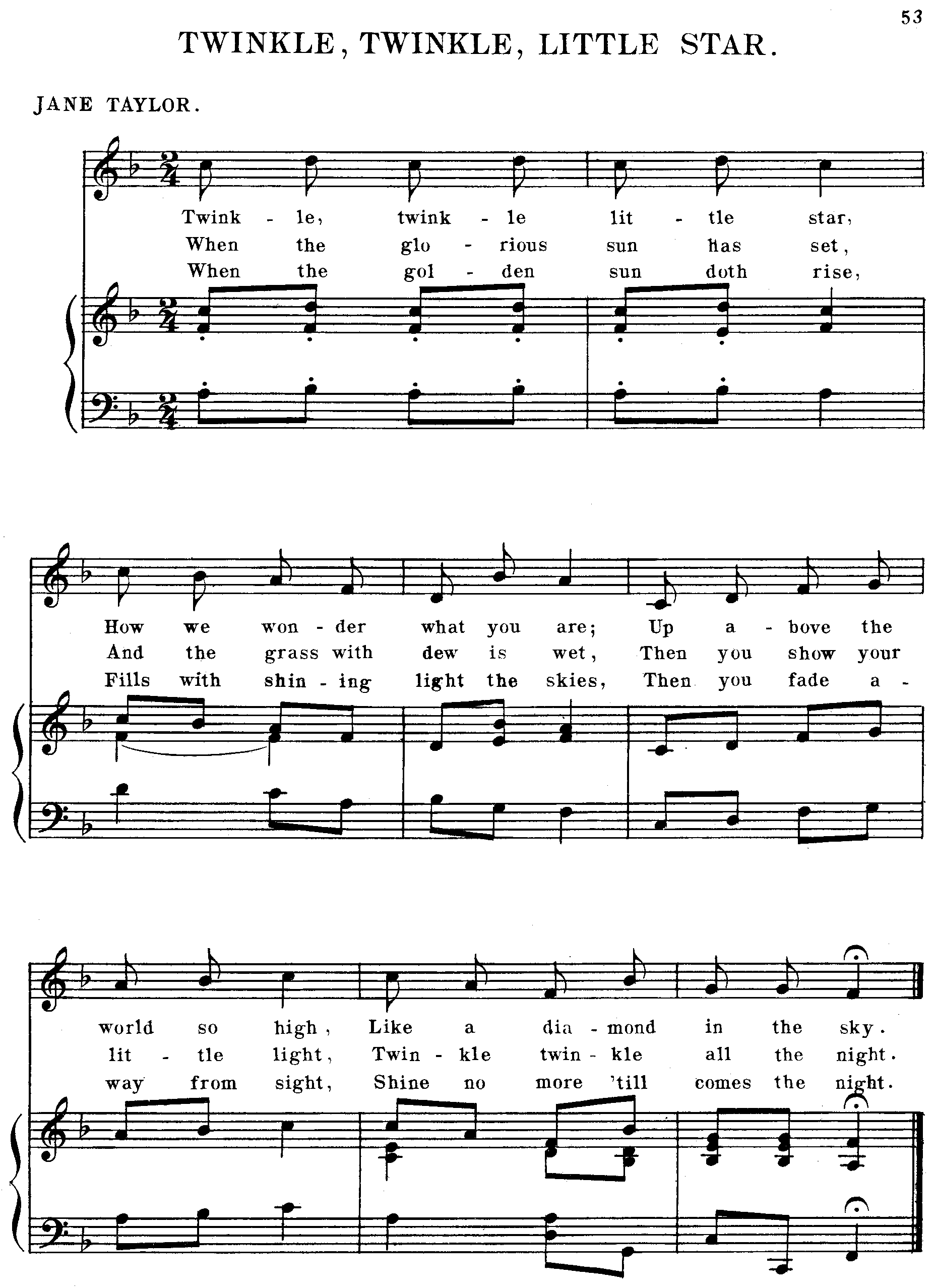
Ноты из издания Song Stories for the Kindergarten

Существуют и другие версии текста. Например, версия из нотной книги композитора и аранжировщика Милдреда Дж. Хилла, которая называется Song Stories for the Kindergarten (1896 год).
Twinkle, twinkle, little star,

How we wonder what you are.

Up above the world so high,

Like a diamond in the sky.

When the glorious sun has set,

And the grass with dew is wet,

Then you show your little light,

Twinkle, twinkle, all the night.

When the golden sun doth rise,

Fills with shining light the skies,

Then you fade away from sight,

Shine no more 'till comes the night.